# Västerås Domkirke
Västerås Domkirke (svensk: Västerås domkyrka) er en domkirke i byen Västerås i Västmanland i Sverige.
Domkirken ligger i den nordlige del af Västerås' centrum og er domkirke for Västerås Stift, der omfatter landskaberne Västmanland og Dalarna (bortset fra Hamra sogn i Orsa finnmark, der tilhører Uppsala Stift) samt nogle sogne i Uppland. Kirken blev oprindeligt opført i 1200-tallet men blev efterfølgende udbygget flere gange frem til 1517. Tårnspiret og ydertaget fik sit nuværende udseende ved en genopbygning efter en brand i 1690'erne. Eksteriøret i øvrigt og interiøret præges i høj grad af ombygninger fra 1856-61, 1896-98 og 1958-61. Kong Erik 14. ligger begravet i kirken, ligesom rigsforstanderen Svante Nilsson (Sture) og ærkebiskoppen Samuel Troilius.
59°36′45″N 16°32′30″Ø / 59.61250°N 16.54167°Ø